# Marathyssa minus
Marathyssa minus är en fjärilsart som beskrevs av Dyar 1921. Marathyssa minus ingår i släktet Marathyssa och familjen nattflyn. Inga underarter finns listade i Catalogue of Life.